# Raveniola redikorzevi
Raveniola redikorzevi is een spinnensoort in de taxonomische indeling van de bruine klapdeurspinnen (Nemesiidae).
Raveniola redikorzevi werd in 1937 beschreven door Spassky.